# مارينا أنيسينا
مارينا فياتشسلافوفنا أسينينا (بالروسية: Марина Вячеславовна Анисина) هي راقصة جليد روسية فرنسية ولدت في يوم 30 أغسطس 1975 في موسكو. مثلت في البداية بلدها روسيا. في سنة 1994 حصلت على الجنسية الفرنسية وبدأت بتمثيل فرنسا. أبرز إنجازاتها هو فوزها بالميدالية الذهبية في دورة الألعاب الأولمبية الشتوية 2002 في سولت ليك، كما فازت بالميدالية البرونزية في دورة الألعاب الأولمبية الشتوية 1998 في ناغانو. فازت أيضاً بأربعة ميداليات في بطولة العالم منها ميدالية ذهبية وثلاثة ميداليات فضية، كما فازت بخمسة ميداليات منها ميداليتين ذهبيتين وميداليتين فضيتين وميدالية برونزية واحدة. ماريا متزوجة من الممثل والمغني الروسي نيكيتا جيوغوردا ولها ولدين منه.